# La Petite réfugiée
 La Petite réfugiée è un cortometraggio del 1914 diretto da Gaston Ravel e interpretato da Musidora.